# Giovanni Battista Pirelli
Giovanni Battista Pirelli (Varenna, 27 december 1848 – Milaan, 20 oktober 1932) was een Italiaanse ondernemer, politicus en oprichter van het bedrijf Pirelli gevestigd in Milaan.
In 1870 studeerde Pirelli af aan de Politecnico di Milano. Door een hoogleraar daar, Giuseppe Colombo, werd zijn belangstelling voor de chemische industrie en de verwerking van rubber gewekt. In 1872 richtte Pirelli in Milaan zijn bedrijf op.